# Ксенон
Ксенонът е химичен елемент от период 5, група 18 с атомен номер 54 и символ Xe. Природният ксенон е смес от девет устойчиви изотопа. Изкуствено са получени и радиоактивни изотопи. Инертен газ, без цвят и мирис, с температура на топене -111,5 °C и температура на кипене -107,1 °C. Открит е през 1898 година от английския физик и химик Уилям Рамзи. Името му идва от гръцкото ксенос (чужд). Първото ксеноново съединение е ксеноновия хексафлуороплатинат. Намира се в атмосферата – на 100 L въздух се съдържат 0,0087 mL ксенон. Ксенонът се получава чрез ректификация на течен въздух. Използва се в електровакуумната техника.

## Откриване
Ксенонът е открит шест седмици след криптона, също от шотландския химик Уилям Рамзи и английския химик Морис Травърс чрез атомна спектроскопия. Това става на 12 юли 1898 г. в Англия, когато те получават по-малко от 1 см3 газообразен ксенон. Те преработили повече от 100 тона втечнен въздух и чрез повтаряща се дестилация отделили всички останали газове, които се съдържали във въздуха.

## Произход на наименованието
Уилям Рамзи предложил полученият чрез повторна дестилация елемент да се нарича „ксенон“ от гръцкото „чужд“, тъй като в края на газовата смес останал ксенона и вече открития криптон. Означил го с Хе.

## Физични свойства
Ксенонът е едноатомен тежък инертен газ без цвят и мирис. Има атомно тегло 131,29.

## Химични свойства
Ксенонът е член на 18-та група на периодичната система, затова се класифицира като благороден газ. Има електронна структура: K- L- и M- подобвивките са запълнени и следват 4s24p64d105s25p6.
Със своята запълнена външна електронна обвивка атомът на ксенона би трябвало да е инертен, т.е. неактивен към химични реакции. Поради отдалечеността на последната електронна обвивка на атома, силите на привличане са слаби, за което допринася и екранировката на останалите електрони. Като резултат се получава, че енергията на йонизация на ксенона е ниска, което позволява ксеноновите атоми да отдават електрони в реакции със силни окислители. Проявява степени на окисление 0, +2, +4, +6 и +8.
До 1962 г. ксенонът е бил смятан за напълно инертен газ. Тогава преподавателят от Университета в Британска Колумбия в Канада Нейл Барлет открил, че газът платинов хексафлуорид PtF6, е силен оксилител, тъй като окислил кислорода до дикислороден хексафлуороплатинат, O2PtF6. Тъй като кислородът има почти еднакъв йонизационен потенциал като ксенона, Бартлет предположил, че PtF6 може да окисли и ксенона. Смесвайки двата газа при стайна температура, той получил XePtF6 на 23 март 1962 г. Променяйки условията на реакцията, той получил също XePtF4 и Xe(PtF6)2. Публикацията на тези негови съединения на ксенона предизвикала голям интерес. Скоро други учени потвърдили нови съединения на ксенона – XeRuF6, XeRhF6 и XePuF6. При съответните температура и нагряване е възможно смесване на ксенон и флуор до XeF4. XeF2 се получава от ксенон-флуорова смес под действието на UV светлина. Синтез на XeF6 е възможен при 700°С и 200 атмосфери.
Осма валентност ксенонът проявява при XeO4, който се получава при взаимодействието на NaXeO6 с охладена безводна сярна киселина. Разлагането на XeO4, както и на много други ксенонови съединения, е съпроводено с взрив.
Има съобщения за синтезирането на ксенонов дихидирид – H2Xe, ксенонов хидрид хидроксид – HXeOH и хирдоксенонацитилен – HXeCCH. Получени са над 80 съединения на ксенона, като повечето съдържат флуор, а по-малък брой от тях – кислород.
Нулевата степен на окисление ксенонът проявява в клатрати. Това са химични съединения с включвания без химична връзка в свободното място на молекулата в кристалната решетка на веществото. Клатратите се образуват при определени условия, например повишено налягане. Клатрати са например Xe•2H2O и Xe•3C6H5OH.

### Халиди

#### Ксенонов дифлуорид (XeF2)
Известни са три флуорида на ксенона: ксенонов дифлуорид (XeF2), ксенонов тетрафлуорид (XeF4) и ксенонов хексафлуорид (XeF6). За ксеноновия флуорид (XeF) се предполага, че би бил нестабилен. Трите флуорида са отправна точка при синтеза на почти всички ксенонови съединения.
Един от начините за получаване на ксенонов дифлуорид (XeF2) е чрез облъчване на смес от ксенон и флуор в запоена тръба с ултравиолетова светлина. При стайна температура се получава смес от XeF2 и XeF4, а при 35 °C реакцията протича само до XeF2. Тази фотохимична синтеза не дава високи добиви. В по-големи количества ксенонов дифлуорид се получава по електро-разрядния метод на смес от Xe и F2 в отношение 1:1. Този метод се използва и за синтезата на други ксенонови съединения.
Ксеноновият дифлуорид е твърдо вещество, формиращо бели кристали с паралелно-линейна структура. Топи се при ≈129 °C.

#### Ксенонов тетрафлуорид (XeF4)
Получава се най-лесно от всички ксенонови флуориди. Един от начините за получаването му е като се смесят 1 обемна част ксенон (Xe) и 5 обемни части флуор (F2) в никелов съд и сместа се загрее при 400 °C и налягане 600 kPa (6 атмосфери) в продължение на няколко часа. Получава се още чрез електричен разряд при напрежение от 1100 до 2800 V и температура –78 °C. Той кристализира в моноклинна сингония, като кристалите се стапят при 117 °C без разлагане. Съхранява се в никелови или тефлонови съдове. Важно условие при съхраняването му е отсъствието на влага, защото лесно хидролизира: 3XeF4 + 6H2O → 2XeO3 + Xe + 12HF.

#### Ксенонов хексафлуорид (XeF6)
Получава се аналогично на ксеноновия тетрафлуорид, но в голям излишък от флуор – Xe:F2 – 1:20. Синтезата се извършва при 250 – 300 °C и налягане 5 – 6 MPa. След реакцията сместа трябва бързо да се охлади до стайна температура. Ксеноновият хексафлуорид е също екзотермично съединение. Енергията на връзката Xe–F обаче се изменя както следва: 133, 131, 126 kJ/mol съответно да XeF2, XeF4, XeF6, което определя флуориращата дейност на тези съединения в реда: XeF6 > XeF4 > XeF2, независимо от термодинамичната стабилизация.
Ксеноновият хексафлуорид е безцветно кристално вещество. Кристалната му структура не е установена. При 43 °C започва да пожълтява и при 49,5 °C се стапя във вид на жълта течност. Парите му също имат жълт цвят. Ксеноновият хексафлуорид е по-реакционноспособен от другите флуориди. Той дава комплекси с алкалните флуориди в ролята на Люисова киселина:
XeF6 + MF → M[XeF7], M е Na, K, Rb, Cs;
XeF6 + 2MF → M2[XeF8], M е Rb, Cs.

#### Ксенонови оксофлуориди (XeOF2, XeOF4, XeO2F2)
Ксеноновият оксофлуорид (XeOF2) се получава, като през смес от Xe и OF2, в равни молни съотношения, се прекара електрически разряд. Той представлява безцветно кристално вещество, стабилно при обикновена температура.
Ксеноновият оксотетрафлуорид XeOF4 се получава, като се стопи XeF6 в кварцова ампула при 50 °C. Ксеноновият хексафлуорид реагира със силициевия диоксид:
2XeF6 + SiO2 → 2XeOF4 + SiF4.
Той може да се получи и при контролирана хидролиза на XeF6:
XeF6 + H2O → XeOF4 + 2HF.
Ксеноновият оксотетрафлуорид представлява безцветна прозрачна течност с температура на кристализация –28 °C. Той е сравнително устойчив при обикновени температури. Спектралният анализ показва, че структурата на това съединение е квадратна пирамида, на върха на която стои кислородният атом; ксеноновият атом се намира малко под основата на пирамидата, изградена от флуорни атоми.
При продължителен престой на XeOF4 в кварцова ампула реакцията продължава до получаване на XeO3:
2XeOF4 + SiO2 → 2XeO2F2 + SiF4;
2XeO2F2 + SiO2 → 2XeO3 + SiF4.
Тези процеси трудно се контролират и за да се получи само ксеноновият диоксофлуорид, се използва реакцията:
XeO3 + XeOF4 → 2XeO2F2.
Той е твърдо кристално вещество с температура на топене 30,8 °C, взривоопасен е, но е по-стабилен от XeO3.

## Наличие и производство
Ксенонът се среща на Земята в следови количества. В атмосферата заема 8,7.10-6% по обем и 4.10-3% по маса. Намира се повече в газове, изпускани от минерални водни разтвори и газодобивни кладенци.

Ксенонът се получава индустриално като страничен продукт при разеляенто на втечнен въздух за получаването на кислород и азот за металургичните заводи. За събирането на 1м3 ксенон са необходими поне 11.106м3 въздух.

## Приложения
Ксенонът и криптонът задържат рентгеновите лъчи, затова при рентгенови снимки на дихателните пътища се използва въздух, примесен с тези газове.

## Техника на безопасност
При работа с ксенон, както и с другите благородни газове, трябва да се знае, че те лесно проникват (дифузират) през различни материали, особено хелият. Най-удобни за работа с ксенон са тръби и съдове от профилирани монокристали като сапфир, литиев ниобат и други.